# European Schoolnet
European Schoolnet (Europäisches Schulnetz) ist ein Netzwerk von 34 europäischen Bildungsministerien mit Sitz in Brüssel. Es wurde 1997 gegründet. Deutschland nimmt im Beobachterstatus teil, die Schweiz ist durch Educa.ch als Mitglied vertreten.
Als Non-Profit-Netzwerk umfassen die Hauptaktivitäten drei strategische Bereiche:
- Bereitstellung konkreter wissenschaftlich belegter Daten im Bereich der Innovation im Bildungswesen, auf die sich politische Empfehlungen stützen können,
- Unterstützung von Schulen und Lehrkräften in ihrer Unterrichtspraxis,
- Entwicklung und Aufrechterhaltung eines Netzwerks von Schulen, die sich mit innovativen Lehr- und Lernansätzen befassen.

Jährlich findet eine Konferenz „eminent“ (Expert Meeting in Education Networking) statt. bei der European Schoolnet 
sein Netzwerk von Bildungsministerien, der Europäischen Kommission, Bildungsakteuren und Industriepartnern zusammenbringt um 
- zu erforschen, wie es um den europäischen Stand der Innovation auf der Ebene der gesamten Schule bestellt ist
- eine offene Plattform für verschiedene Akteure zu bieten, um ihre guten Praktiken und Ideen auszutauschen
- Grundlagen zu empfehlen, um die Innovationskultur auf Schulebene zu implementieren